# Abrigo de Cap Blanc
Le Cap Blanc es un yacimiento arqueológico de época paleolítica situado en el municipio de Marquay, unos kilómetros al este de Les Eyzies-de-Tayac-Sireuil en el departamento de la Dordoña, al suroeste de Francia. Fue declarado Patrimonio de la Humanidad por la Unesco en el año 1979, formando parte del lugar «Sitios prehistóricos y grutas decoradas del valle del Vézère» con el código 85-010.

## Historia
Fue clasificado como monumento histórico francés en el año 1926.
Tras garantizar la protección (restricción del número de visitantes), el Centro de los monumentos nacionales, gestor del lugar, permite el descubrimiento de lugar en forma de visita guiada a lo largo del año. Además, un pequeño museo en el lugar presenta la forma de vida de los cromañones que ocuparon y decoraron este abrigo rocoso.

## Descripción
Se trata de un abrigo rocoso más que de una cueva, en el que se han encontrado esculturas que se remontan al periodo Magdaleniense. Se encuentra sobre la ribera derecha del Beune. 
Se caracteriza por esculturas que datan de 15.000 años BP, incluido un gran friso de caballos, bisontes y cérvidos grabados muy profundamente en la roca calcárea. El notable bestiario tallado ocupa 13 de los 15 metros del abrigo. Caballos, bisontes, cérvidos a veces superpuestos, se benefician en origen de la coloración ocre de la pared. Por el vigor y la profundidad de sus relieves realizados con pico de sílex, el abrigo de Cap Blanc se presenta como una de las grandes obras maestras de la escultura monumental en el arte del paleolítico superior. El caballo central mide 2,20 m de longitud. 
Este lugar asocia lugares de ocupación con lugares donde se expresa el arte. Demuestra que el arte parietal en Francia no se limita a las grutas y que los hombres prehistóricos adornaban también los lugares donde vivían. 
Se encuentran grabados y esculturas del mismo tipo en lugares de residencia como el abrigo de Moustier en el municipio de Peyzac-le-Moustier situado algo más al norte a lo largo del Valle del Vézère.